# Biserica unitariană din Moldovenești
Biserica unitariană din Moldovenești este un monument istoric aflat pe teritoriul satului Moldovenești, comuna Moldovenești, județul Cluj. A fost construită în jurul anului 1300, în stil romanic, mai târziu rezidită in stil gotic.

## Localitatea
Moldovenești mai demult Varfalău, (în maghiară Várfalva, în germană Burgdorf) este satul de reședință al comunei cu același nume din județul Cluj, Transilvania, România. A fost menționat pentru prima oară în anul 1291.

## Biserica
Localitatea apare în documente și în 1332, când preotul Mihály plătește o dijmă papală de 80 denari. Credincioșii catolici din perioada medievală au devenit unitarieni în timpul Reformei.
Păstrează un portal romanic de secol XIII pe latura sudică a navei. Cercetările arheologice întreprinse pe parcursul lucrărilor de reabilitare au dus la descoperirea unei abside cu închidere patrulateră în interiorul bisericii actuale. Aceasta, după plan și modalitate de execuție se poate data cel mai timpuriu din prima jumătate a secolului al XIV-lea, astfel încât elementul decorativ extrem de important al bisericii actuale ar putea proveni de la o altă biserică, ale cărei urme se pot găsi pe dealul Cetății.
Data 1613 de pe turn indică momentul unor reparații.
Clopotul a fost turnat în 1515 în Brno.
Biserica a fost înconjurată de o fortificație în 1655, echipată cu guri de tragere. Nu a rezistat asediului tătarilor din 1661, când flăcările au distrus biserica și satul. A fost reparată și reacoperită în 1672.

## Imagini

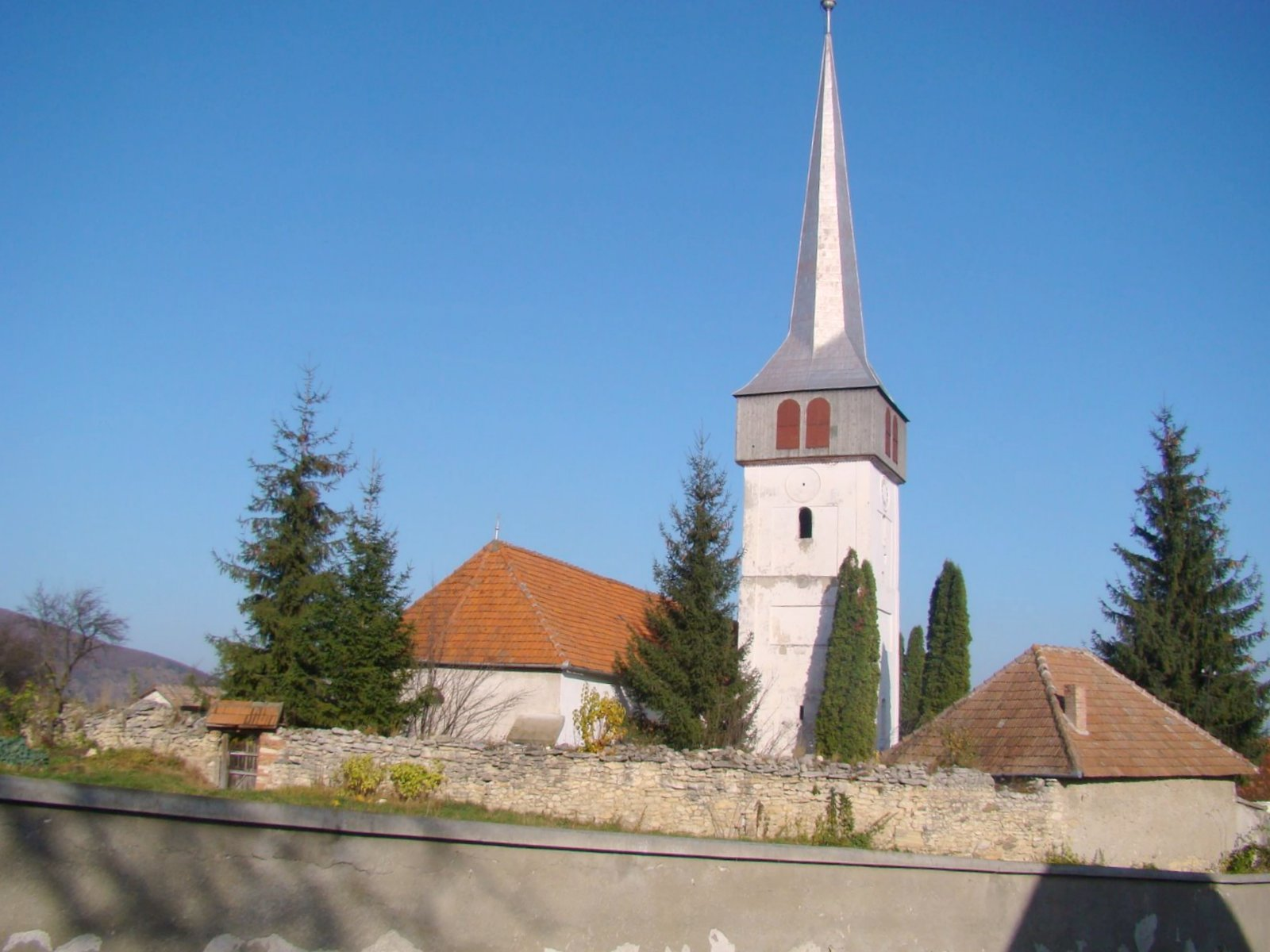
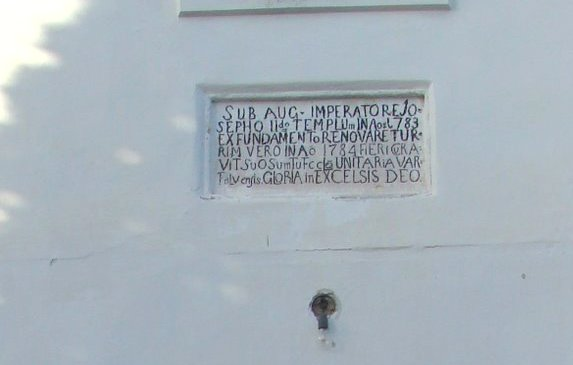
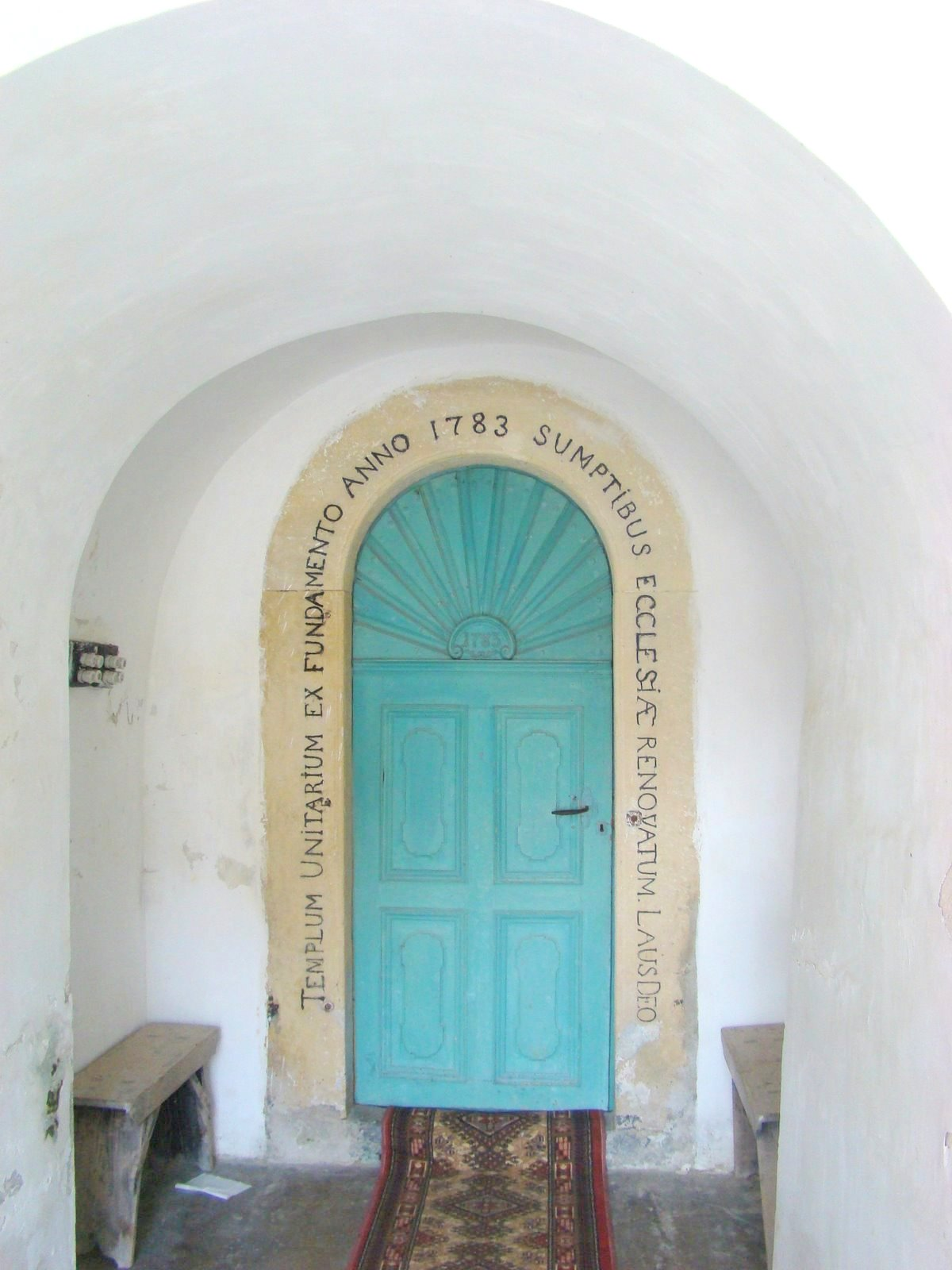
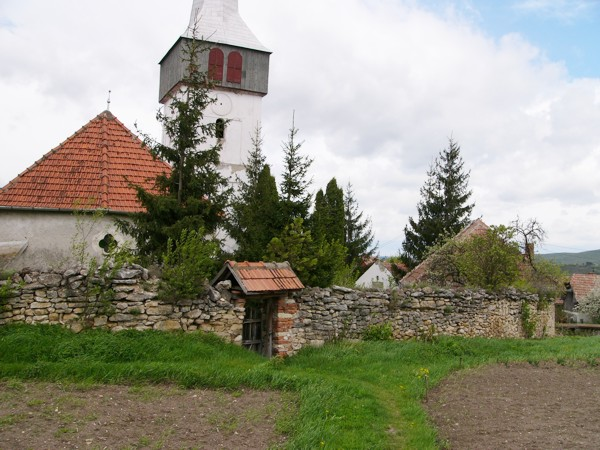
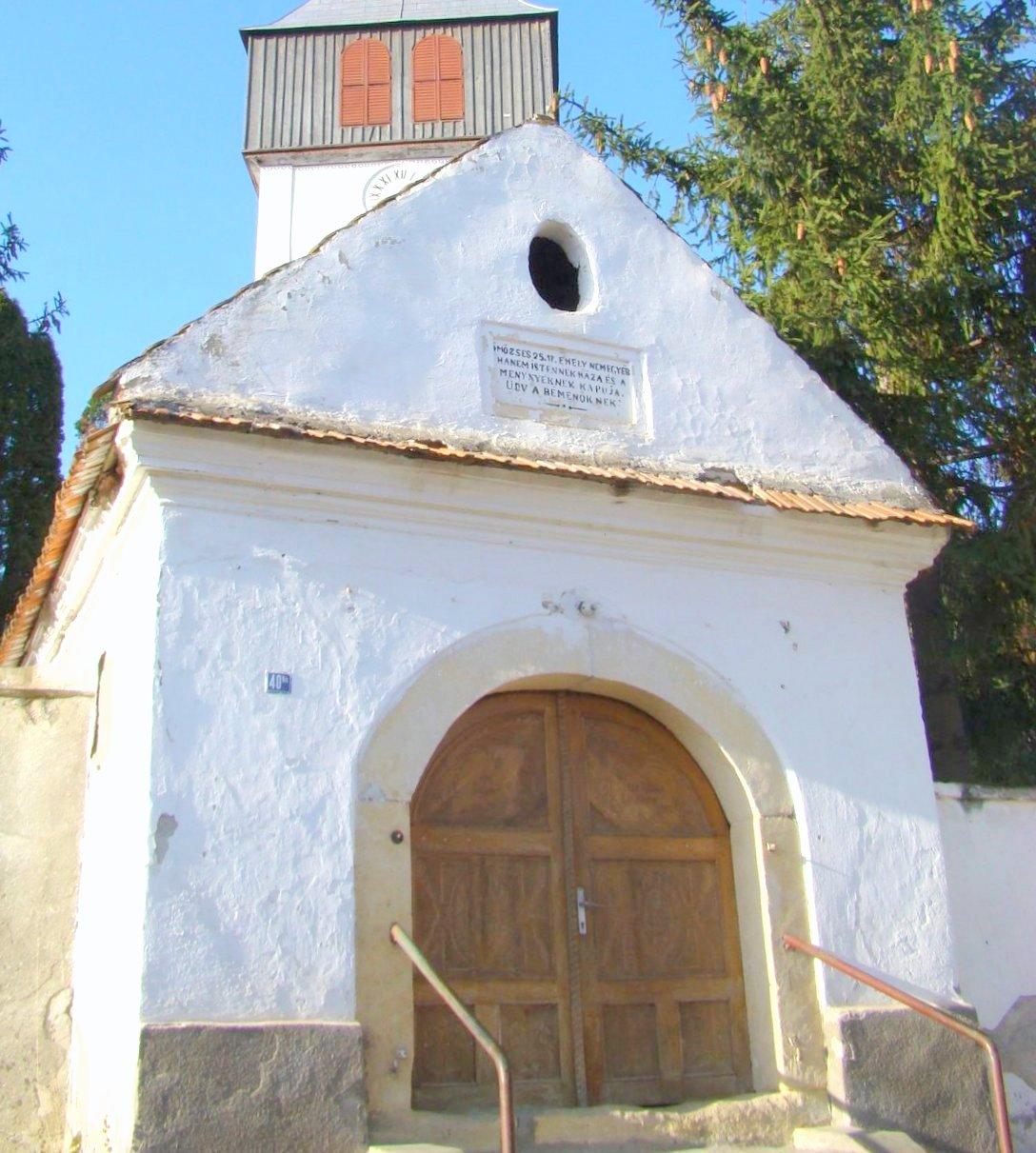
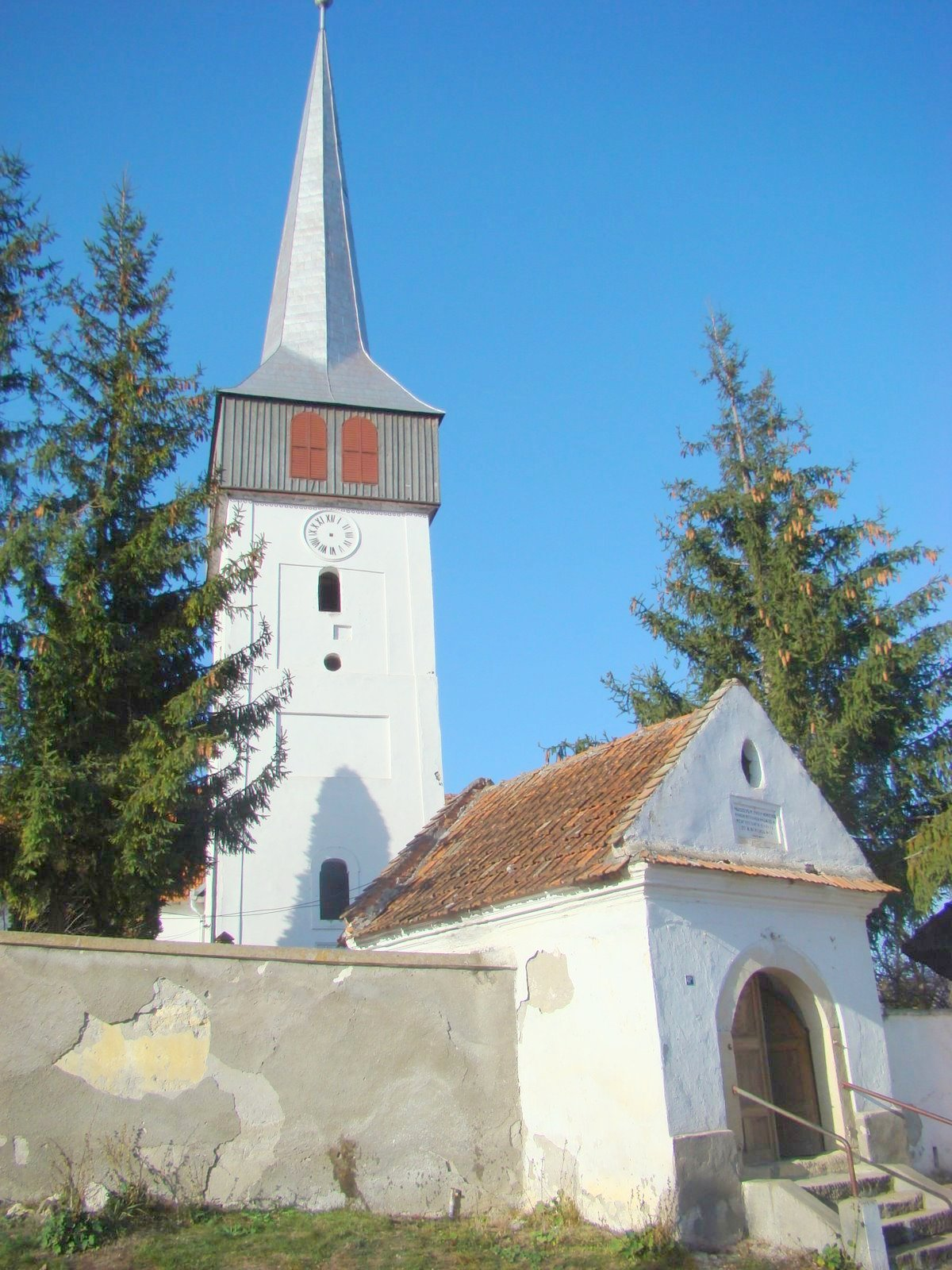
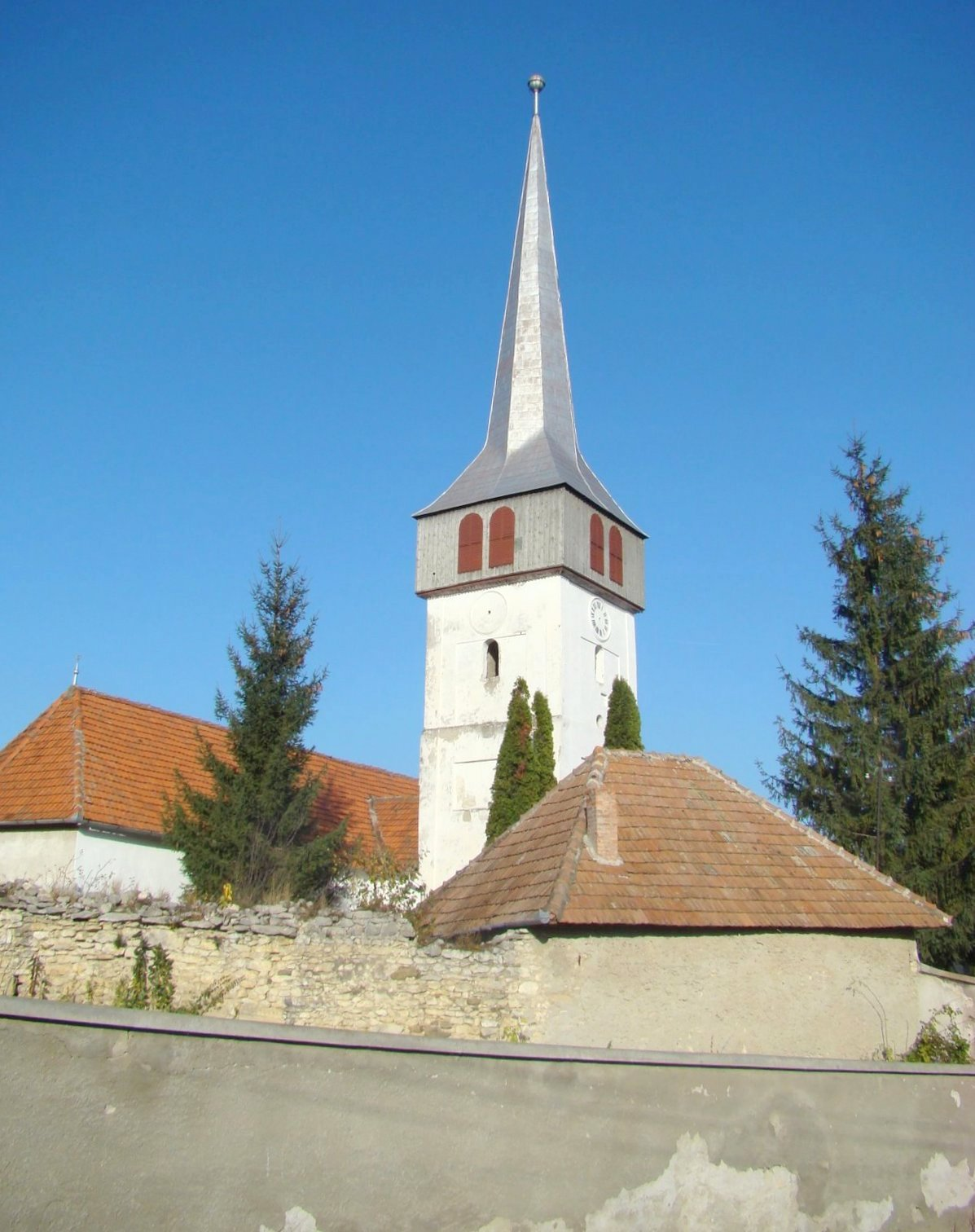
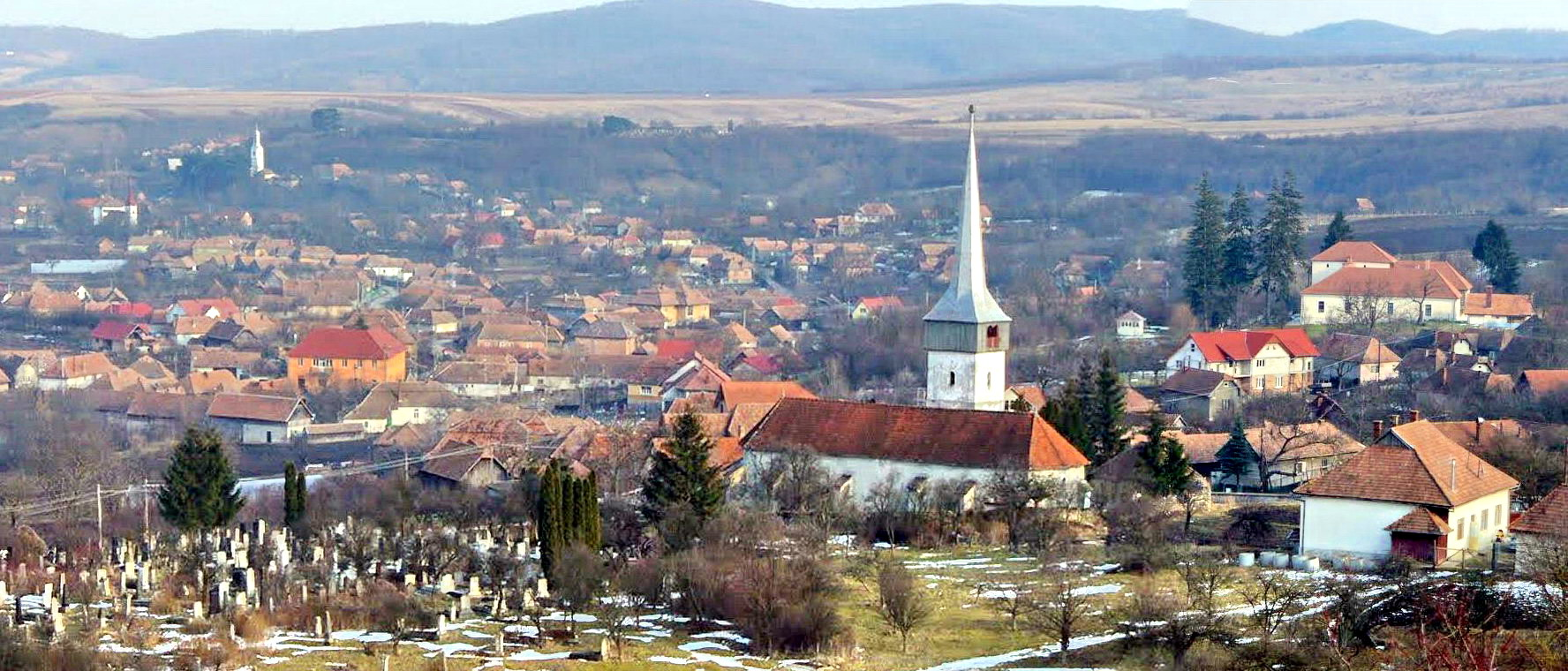